# Julije Domac
Julije Domac (Vinkovci, 1. lipnja 1853. – Zagreb, 6. ožujka 1928.) bio je hrvatski farmaceut i kemičar. Jedan je od utemeljitelja fakultetske farmaceutske znanosti u Hrvatskoj i osnivač hrvatske farmakognozije, iz koje je napisao prvi hrvatski udžbenik.
Godine 1874. Domac je diplomirao farmaciju na Sveučilištu u Beču. U Beču su mu neki od profesora bili Adolf Lieben i August Emil Vogl. Na preporuku profesora Liebena prelazi na rad u laboratorij Leopolda von Pebala gdje se bavi analizom plinova. Godine 1880. u Grazu je doktorirao iz područja organske kemije. Za doktorat je razjasnio strukturu heksena i manitola dobivenih iz mane. Odredio je mjesto dvostruke veze u heksenu dobivenom iz manitola i dokazao da je on derivat normalnog heksena. Time je također riješena do tada nepoznata struktura manitola.
Iako mu je ponuđeno mjesto docenta na Bečkom sveučilištu, Domac se zbog raznih okolnosti morao vratiti u Vinkovce. Nakon višegodišnjeg rada kao srednjoškolski profesor kemije na nekoliko gimnazija postao je izvanredni, a potom i redoviti profesor farmakognozije na Filozofskom fakultetu u Zagrebu, te rektor Sveučilišta u Zagrebu (1911. – 1912.). 
Godine 1896. utemeljio je Zavod za farmakognoziju, jednu od rijetkih samostalnih ustanova takve vrste u tadašnjem svijetu. Suautor je Hrvatsko-slavonske farmakopeje, iznimno dobro prihvaćenog djela među europskim farmaceutskim stručnjacima koje je uvelo niz inovacija. U Hrvatskoj njegovo ime nosi godišnja nagrada (medalja) za izuzetne zasluge u području farmacije.